# Glansmygga
Glansmygga (Ptychoptera contaminata) är en tvåvingeart som först beskrevs av Carl von Linné 1758.  Glansmygga ingår i släktet Ptychoptera och familjen glansmyggor. Arten är reproducerande i Sverige. Inga underarter finns listade i Catalogue of Life.